# Boyolali (Regierungsbezirk)
Boyolali ist ein Regierungsbezirk (Kabupaten) im Osten der Provinz Jawa Tengah in Indonesien. Hauptstadt und Regierungssitz ist die gleichnamige Stadt Boyolali, etwa 50 km südlich der Provinzhauptstadt Semarang gelegen.

## Geografie und Topografie
Der Regierungsbezirk hat über eine Mio. Einwohner (Stand Mitte 20220) und umfasst reichlich 1.000 km². Mit einer Bevölkerungsdichte von knapp 1000 Einwohner pro m² ist Boyolali stark besiedelt, was aber auf Java selbst für ländliche Regionen nicht ungewöhnlich ist.

### Lage
Der Kabupaten erstreckt sich zwischen 7°7′ und 7°36′ s. Br. sowie zwischen 110°22′ und 110°50′ ö. L. In seiner markanten (spiegelverkehrten) L-Form hat er diese sieben Kabupaten als Nachbarn: Magelang im Südwesten, Semerang im Westen, Grabogan im Norden, Sragen im Osten, Karanganyar und Sukoharjo im Südosten sowie Klaten im Süden.
Dennoch gibt es stark Unterschiede in der Bevölkerungsdichte zwischen den einzelnen Teilgebieten des Kabupaten. Neben dem Anschluss an Infrastruktur und der Verfügbarkeit von Arbeit außerhalb des landwirtschaftlichen Sektors sind auch Topografie und Verfügbarkeit von Wasser für die Feldwirtschaft Faktoren, welche grob den Kabupaten in drei Regionen aufteilt.
Westliches Bergland
Es umfasst etwa fünf Kecamaten Ampel, Cepogo, Mojosongo, Musuk und Selo sowie den Regierungssitz Boyolali selbst. Dieses Teilgebiet ist durch mildes Klima geprägt und es werden in erster Linie Feldfrüchte angebaut wie Kohl, Karotten, Zwiebeln aber auch Tabak, Tee und Nelken. Außerdem ist diese Region das Zentrum der Milchwirtschaft im Kabupaten. Durch die guten Vulkanböden (Land- und Viehwirte) und der Nähe zum administrativen Zentrum des Bezirks (Beamte, Lehrer und Händler) hat dieses Teilgebiet eine sehr hohe Bevölkerungsdichte, welche sich aber nicht auf ein Zentrum konzentriert, sondern sich breitflächig verteilt (wie ein scheinbar nie endendes Dorf). An beiden Vulkanen geht die Anbaugrenze bis auf etwa 1.600–1.800 m. ü. M. hoch und endet erst an der Grenze zum geschützten Staatswald.
Östliches Tiefland
Die Region zwischen dem Hauptort nach Osten Richtung Solo ist weitestgehend flach und geprägt durch Reisfelder. Die meisten natürlichen Quellen sowie die wichtigsten Flüsse des kabupaten sind hier zu finden. Dieses Gebiet umfasst die kecamaten Teras, Banyudono, Sawit und Ngemplak. Durch die Anbindung zum Wirtschaftszentrum Solo und der durch diesen Teil des Kabupaten führende Hauptstraße Semarang-Solo hat sich in dieser Region der Großteil der Industrie des Kabupaten angesiedelt. Außerdem liegt in diesem Gebiet auch der Flughafen der Stadt Solo und das Wisma Haji (ein Sammel- und Vorbereitungszentrum für Mekkapilger (haji), welche, wenn sie aus Java kommen, über Solo fliegen müssen). Um das Wisma Haji sind inzwischen große Ansiedlungen entstanden.
Nordteil
Der flächenmäßig größte Teil des Bezirks umfasst die nördlichen Kecamatan Sambi, Nogosari, Simo, Andong, Karang Gede, Kemusu, Wonosegoro und Juwangi. Dieser Teil des Kabupaten ist weniger dicht besiedelt und ist sowohl geographisch-geologisch als auch infrastrukturell benachteiligt. Vergleichsweise trocken und durch wenige Flüsse durchzogen, sind die meisten Teile dieses Gebietes weder für Nassreis- noch für ausgedehnten Feldfruchtanbau geeignet. Auch führen keine wichtigen Straßen durch diesen Teil des Kabupaten, wodurch kaum große Industrieansiedlungen hier zu finden sind. Wichtigste Ressource ist der Anbau vom Teakholz kayu jati. Nachdem die hier üppigen Wälder dieses Holzes in den 1980er Jahren fast vollständig abgeholzt wurden, sind dort Anpflanzungen im großen Stil wieder zu finden. Auch liegt im Norden dieses Teils des Kabupaten der Stausee Kedung Ombo, welcher 3.536 Hektar umfasst und der im bescheidenen Umfang touristisch und fischereiwirtschaftlich genutzt wird.

## Verwaltungsgliederung
Der Regierungsbezirk wird administrativ in 22 Kecamatan (Distrikte) unterteilt. Eine weitere Unterteilung erfolgt in 267 Dörfer (davon sechs Kelurahan mit urbanem Charakter).
| Code 1   | Kecamatan Distrikt | Ibu Kota Verwaltungssitz | Fläche (km²) | Einwohner Census 2010 2 | Volkszählung 2020 | Volkszählung 2020 | Volkszählung 2020 | Anzahl der | Anzahl der |
| Code 1   | Kecamatan Distrikt | Ibu Kota Verwaltungssitz | Fläche (km²) | Einwohner Census 2010 2 | Einwohner 3       | 0Dichte 40        | Sex Ratio 5       | Desa 6     | Kel. 7     |
| -------- | ------------------ | ------------------------ | ------------ | ----------------------- | ----------------- | ----------------- | ----------------- | ---------- | ---------- |
| 33.09.01 | Selo               | Samiran                  | 56,08        | 28.407                  | 30.052            | 535,9             | 106,9             | 10         | –          |
| 33.09.02 | Ampel              | Candi                    | 30,38        | 75.664                  | 40.796            | 1.342,9           | 100,5             | 10         | –          |
| 33.09.03 | Cepogo             | Mliwis                   | 53,00        | 54.303                  | 60.083            | 1.133,6           | 101,5             | 15         | –          |
| 33.09.04 | Musuk              | Musuk                    | 30,53        | 54.859                  | 32.039            | 1.049,4           | 101,2             | 10         | –          |
| 33.09.05 | Boyolali           | Banaran                  | 26,25        | 65.860                  | 72.948            | 2.779,0           | 98,4              | 6          | 3          |
| 33.09.06 | Mojosongo          | Mojosongo                | 43,41        | 50.606                  | 59.356            | 1.367,3           | 99,4              | 11         | 2          |
| 33.09.07 | Teras              | Mojolegi                 | 29,94        | 43.020                  | 51.486            | 1.719,6           | 99,7              | 13         | –          |
| 33.09.08 | Sawit              | Kemasan                  | 17,23        | 29.733                  | 32.280            | 1.873,5           | 99,2              | 12         | –          |
| 33.09.09 | Banyudono          | Jembungan                | 25,38        | 47.590                  | 53.088            | 2.091,7           | 99,9              | 15         | –          |
| 33.09.10 | Sambi              | Sambi                    | 46,49        | 41.328                  | 47.311            | 1.017,7           | 99,5              | 16         | –          |
| 33.09.11 | Ngemplak           | Sawahan                  | 38,53        | 81.211                  | 96.254            | 2.498,2           | 102,4             | 12         | –          |
| 33.09.12 | Nogosari           | Glonggong                | 55,08        | 63.287                  | 72.409            | 1.314,6           | 101,3             | 13         | –          |
| 33.09.13 | Simo               | Simo                     | 48,04        | 44.070                  | 49.740            | 1.035,4           | 101,9             | 13         | –          |
| 33.09.14 | Karanggede         | Kebonan                  | 41,76        | 37.723                  | 45.870            | 1.098,4           | 101,0             | 16         | –          |
| 33.09.15 | Klego              | Klego                    | 51,88        | 39.296                  | 47.773            | 920,8             | 103,3             | 13         | –          |
| 33.09.16 | Andong             | Kacangan                 | 54,53        | 53.570                  | 61.023            | 1.119,1           | 100,3             | 16         | –          |
| 33.09.17 | Kemusu             | Klewar                   | 81,43        | 39.306                  | 34.456            | 423,1             | 104,8             | 10         | –          |
| 33.09.18 | Wonosegoro         | Wonosegoro               | 51,79        | 49.076                  | 38.274            | 739,0             | 102,0             | 11         | –          |
| 33.09.19 | Juwangi            | Juwangi                  | 79,99        | 31.622                  | 35.312            | 441,5             | 104,5             | 9          | 1          |
| 33.09.20 | Gladagsari         | Gladagsari               | 60,01        | A                       | 42.634            | 710,5             | 100,5             | 10         | –          |
| 33.09.21 | Tamansari          | Karangkendal             | 34,51        | A                       | 28.923            | 838,1             | 101,7             | 10         | –          |
| 33.09.22 | Wonosamodro000     | Garangan                 | 58,86        | A                       | 30.606            | 520,0             | 103,4             | 10         | –          |
| 33.09    | Kab. Boyolali      | Boyolali                 | 1.015,10     | 930.531                 | 1.062.713         | 1.046,9           | 101,3             | 261        | 6          |

### Verwaltungsgeschichte
Durch die Verordnung Nr. 18 des Jahres 2018 wurden folgende drei neue Kecamatans gebildet:
- Der Kec. Ampel gab 10 seiner 20 Dörfer aus dem Westteil an den neuen Kecamatan Gladagsari ab;
- der Kec. Musuk gab 10 seiner 20 Dörfer aus dem Südteil an den neuen Kecamatan Tamansari ab;
- der Kec. Wonosegro gab 10 seiner 18 Dörfer an den neuen Kecamatan Wonosamodro ab und
- gleichzeitig wechselten vom Kecamatan Kemusu 3 seiner 13 Dörfer in den umgebildeten Kecamatan Wonosegro.[5]

## Geschichte
Boyolali war Teil eines Gebietes das die Niederländer Vorstenlanden nannten. Es umfasste die Gebiete des im Jahre 1752 zerfallenen Mataramreiches, das später unter den Königs- und Fürstenhäuser von Surakarta und Yogyakarta aufgeteilt wurde. Dabei verblieb das Gebiet Boyolalis weitestgehend im Herrschaftsbereich des Königshauses von Surakarta Kasunahan.
Der offizielle von der Bezirksregierung festgelegte Geburtstag des kabupaten ist der 5. Juni 1847. An diesem Datum wurde die Ortschaft Boyolali zum Sitz einer Verwaltungseinheit, genannt kabupaten gunung (etwa. Bergbezirk). Damals umfasste das Gebiet aber nur einen Bruchteil des heutigen Kabupaten, so war zum Beispiel die Kleinstadt Ampel, welche zwischen Boyolali und Salatiga liegt, ebenfalls ein selbstständiger kabupaten gunung. Erst nach einer Verwaltungsreform im Jahr 1893 wurden beide zusammengelegt.
Anfang des 20. Jahrhunderts wurden durch einige weitere Gebietsreformen auch einige nördlich gelegene Teile des Kasunahan-gebiets Boyolali zugeschlagen. Seit etwa den 1930ern Boyolali hat es die heutige Ausdehnung.
Für die Existenz der Ortschaft Boyolali selbst gibt es Quellen aus 18. Jahrhundert die eine Siedlung mit dem Namen Boujolalu bezeugen in der die Niederländische Ostindien-Kompanie (VOC) eine kleine Festung mit rund 20 Mann Besatzung hatte. Auch war in der Ortschaft Ampel eine Festung der VOC.
So beschreibt und erwähnt ein württembergischer Offizier, welcher sich im Dienst der VOC befand, schon im Jahre 1790, während einer Reise von Semerang nach Solo, die Landschaft und die Festungen wie folgt:

„… die Gegend von Salatiga nach Boujolalu, wo die Kompagnie ebenfalls einen Posten (die ehemalige Festung in Ampel) hat, gibt den vorhergehenden wenig nach. Auf der einen Seite des Weges ist eine schöne Ebene mit Reis, Kartoffeln, türkschen Korne, Wunderbäumen, u.s.w. angebaut; auf der andern sind ebenfalls Felder, die aber durch Berge bekränzt werden, die mit den schönsten Waldungen prangen …
… um 9 Uhr kamen wir bei dem Kommendanten des Forts Boujolalu an; dieser Mann, ein guter biederer Holländer, ist schon 32 Jahr hier auf diesem Posten, und hat viel Kenntnisse von der hiesigen Lebensart etc. …“

Wie in den meisten Gebieten Javas wurde auch in Boyolali die Plantagenwirtschaft im 19. Jahrhundert eingeführt und in den Jahren zwischen 1908 und 1911 wurde der Solosche Tramweg gebaut, eine Eisenbahnverbindung zwischen Surakarta und Boyolali, die aber seit den 1980er Jahren nicht mehr im Betrieb ist.

## Demographie
Zur Volkszählung im September 2020 lebten im Kabupaten Boyolali 1.062.713 Menschen, davon 528.055 Frauen (49,69 %) und 534.658 Männer. Gegenüber dem letzten Census (2010) sank der Frauenanteil um 0,98 Prozent. 68,52 % (728.216) gehörten 2020 zur erwerbsfähigen Bevölkerung; 22,47 % waren Kinder (bis 14 Jahre) und 9,01 % waren im Rentenalter (ab 65 Jahren).
Mitte 2022 bekannten sich 98,08 Prozent der Einwohner zum Islam, Christen waren mit 1,57 % (12.709 ev.-luth. / 4.305 röm.-kath.) vertreten, 0,18 % waren Buddhisten und 0,16 % Hindus. Zur gleichen Zeit waren von der Gesamtbevölkerung 40,54 % ledig; 52,45 % verheiratet; 1,64 % geschieden und 5,37 % verwitwet.

### Bevölkerungsentwicklung
| SP/SUPAS         | 1971         | 1980         | 1990         | 1995         | 2000         | 2005         | 2010         | 2015         | 2020         |
| ---------------- | ------------ | ------------ | ------------ | ------------ | ------------ | ------------ | ------------ | ------------ | ------------ |
| Kab. Boyolali000 | 708.631      | 781.616      | 844.194      | 855.769      | 897.207      | 923.207      | 930.531      | 963.182      | 1.062.713    |
| Anteil in %      | 3,24 %       | 3,08 %       | 2,96 %       | 2,74 %       | 3,03 %       | 2,85 %       | 2,55 %       | 2,85 %       | 2,89 %       |
| Jawa Tengah      | .21.877.081. | .25.372.889. | .28.521.692. | .31.223.258. | .29.653.266. | .32.382.657. | .36.516.035. | .33.753.023. | .36.742.501. |

| Rang unter den 29 Kabupaten der Provinz (06/2022) | Rang unter den 29 Kabupaten der Provinz (06/2022) |
| ------------------------------------------------- | ------------------------------------------------- |
| Fläche                                            | 00012                                             |
| Einwohnerzahl                                     | 00013                                             |
| Dichte                                            | 00018                                             |

- Bevölkerungsentwicklung des Kabupaten Boyolali von 1971 bis 2020
- Ergebnisse der Volkszählungen Nr. 3 bis 8 – Sensus Penduduk (SP)
- Ergebnisse von drei intercensalen Bevölkerungsübersichten (1995, 2005, 2015) – Survei Penduduk Antar Sensus (SUPAS)[7]

## Wirtschaft
Nach dem Jahrbuch des Bezirks des Jahres 2008 lebten knapp 320.000 Menschen im Bezirk von der Land- und Viehwirtschaft während nur etwas mehr als 40.000 Menschen im verarbeitenden Gewerbe und knapp 122.000 Menschen im Handel, Dienstleistungsgewerbe sowie im Transportwesen tätig sind.
Die Stadt und Landschaft Boyolali ist besonderes für zwei landwirtschaftliche Güter in Indonesien sehr bekannt.
Als Erbe aus der niederländischen Kolonialzeit ist dem Bezirk die Milchviehhaltung geblieben und der Spitzname: Kota Susu (Milchstadt). Anfang des 20. Jahrhunderts haben niederländische Geschäftsleute im Berggebiet zwischen Boyolali und Salatiga angefangen schwarz-buntes Milchrinder aus den Niederlanden zur Milchgewinnung anzusiedeln. Dieser Wirtschaftszweig hat nach Unabhängigkeit Indonesiens durch den Wegzug der Niederländer stark an Bedeutung verloren, wurde dann aber später in den 1980ern wiederbelebt und konnte sich bis heute in der Region halten. Noch heute ist das schwarz-bunte Fleckvieh das Wahrzeichen des Bezirks und man findet in der ganzen Landschaft Statuen von Kühen dieser Rasse.
Tabak aus Boyolali, besonders von den sehr geeigneten Hängen des Vulkans Merbabu zeichnet sich durch eine hohe Qualität aus und werden von vielen nationalen und internationalen Tabakfirmen (z. B.: Drum und Samson) zur Produktion ihrer Produkte verwendet.
Neben der Landwirtschaft, noch immer der dominierende Wirtschaftssektor im Bezirk, gibt es aber auch größere Fabrikansiedlungen besonders im Grenzgebiet zur Stadt Surakarta. Die in der Region Solo stark vertretene Textil- und Möbelindustrie siedelt sich auf Grund der niedrigeren Mindestlöhnen für Industriearbeiter, dem günstig verfügbaren Bauland und niedrigeren Abgaben lieber nicht direkt im Stadtgebiet von Solo an, sondern bevorzugt Standorte in den Nachbarbezirken Boyolali, Karanganyar, Klaten, Sragen, Sukoharjo, und Wonogiri.

## Verkehr und Transport
Der Internationale Flughafen der Stadt Surakarta Bandara Internasional Adi Sumarmo liegt im Regierungsbezirk Boyolali. Die Bergstraße Selo Pass führt durch ein Bergtal, welches die Vulkanberge Merapi und Merbabu trennt, zum Nachbarbezirk Magelang.

## Sehenswürdigkeiten

### Selo
Die Ortschaft Selo, im gleichnamigen Subdistrikt kecamatan liegt in einer Talschneise zwischen den zwei Vulkanen Merapi und Merbabu und ist ein sehr geeigneter Startpunkt für die Besteigungen beider Vulkane. Landschaftlich auf knapp 1.600 m.ü.M gelegen, ist dieser Ort über die zwei Passstraßen Selo Pass von Boyolali und über den Ketep Pass von Magelang aus erreichbar.

### Pengging
Die Ortschaft Pengging ist ein beliebter Badeort im Subdistrikt kecamatan Banyudono und liegt auf dem halben Weg zwischen Boyolali-Stadt und Surakarta. Neben profanen Badegästen wird dieser Ort auch von Pilgern besucht die Anhänger der javanischen Kejawan-Glaubensrichtung sind. An verschiedenen Plätzen und Wasserstellen finden zu verschiedenen Zeiten Wassermeditationsrituale und Zeremonien statt. Wie etwa das sanggaran oder das kungkun Ritual. Dieser Ort beherbergt mehrere Badebecken, Gebäude, Grabstätten und eine Moschee die vom Königshaus von Surakarta errichtet wurden und im Teil über 100 Jahre alt sind.

Fotoimpressionen  aus Boyolali
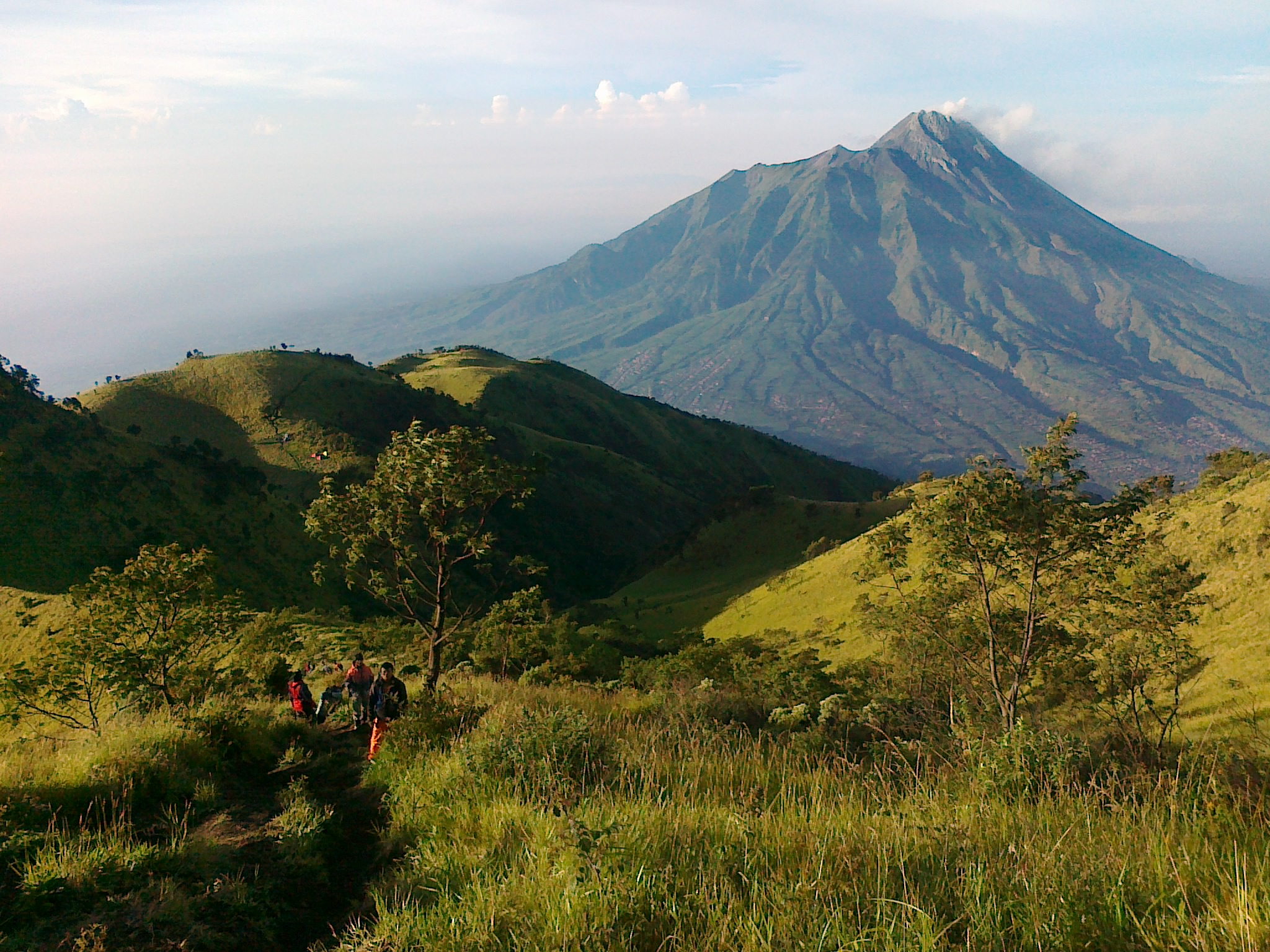
Blick vom Merbabu zum Merapi
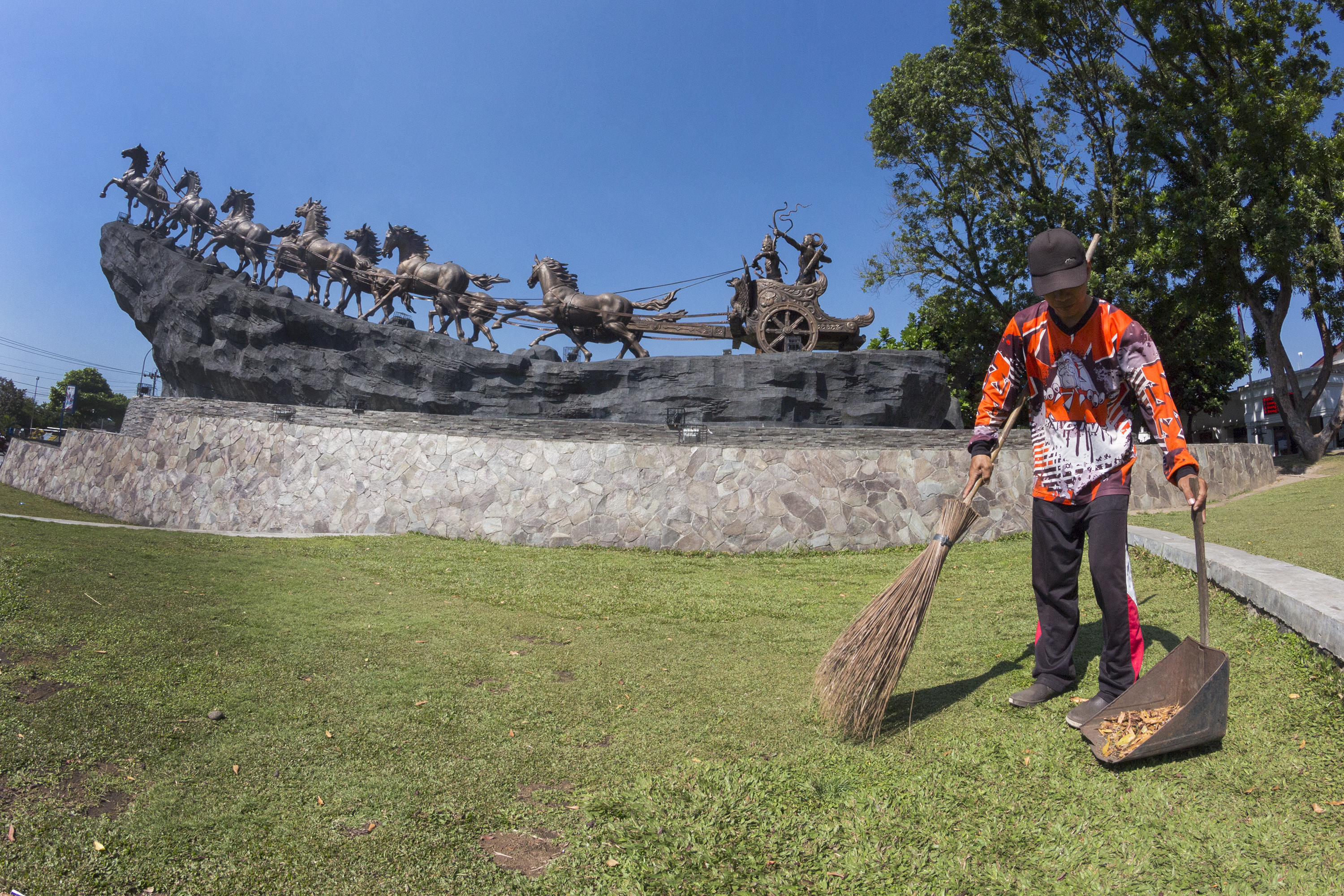
Denkmal im Simpang Lima Park in Boyolali
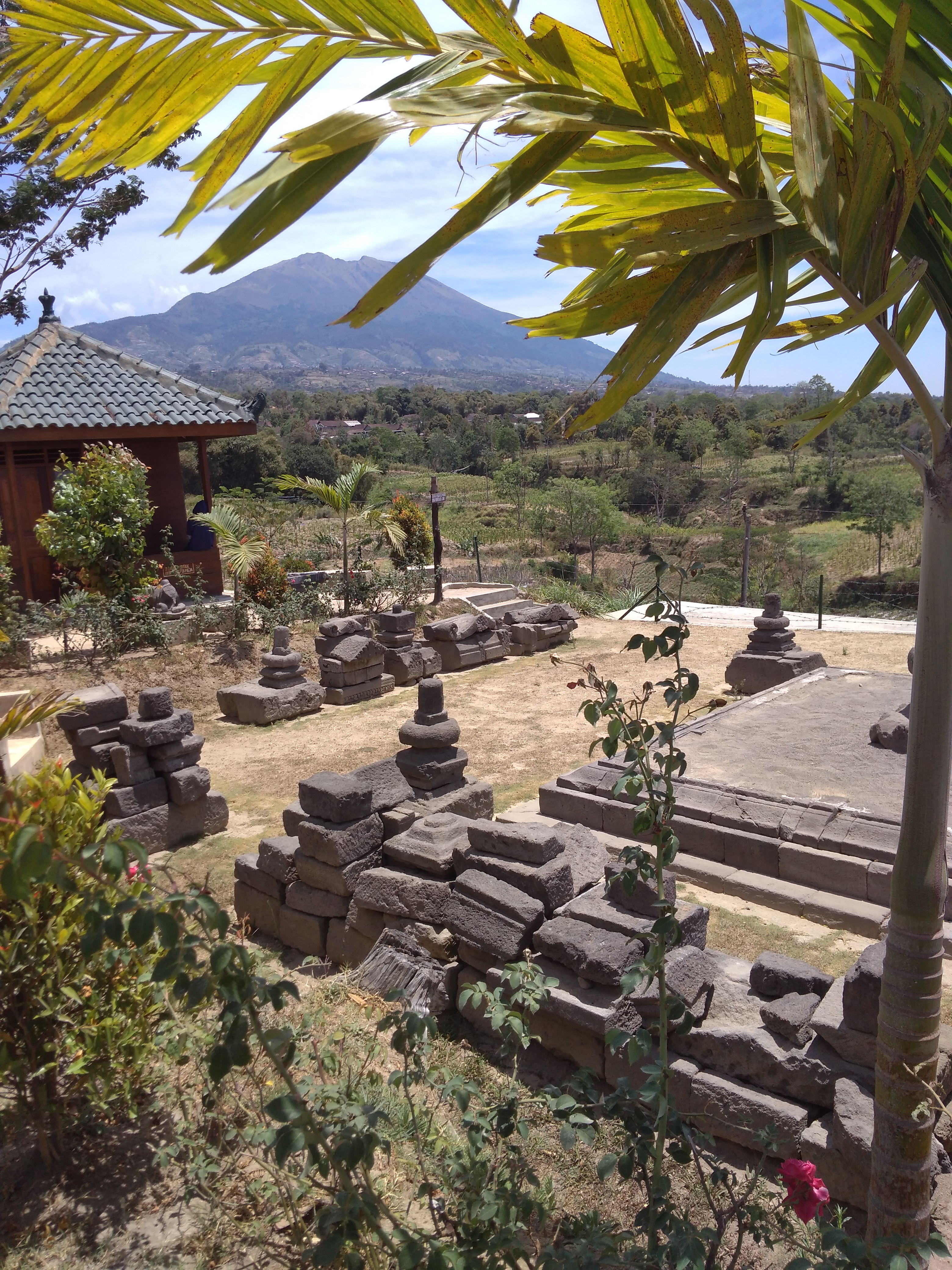
Die Ruinen von Candi Sari Cepogo in Boyolali
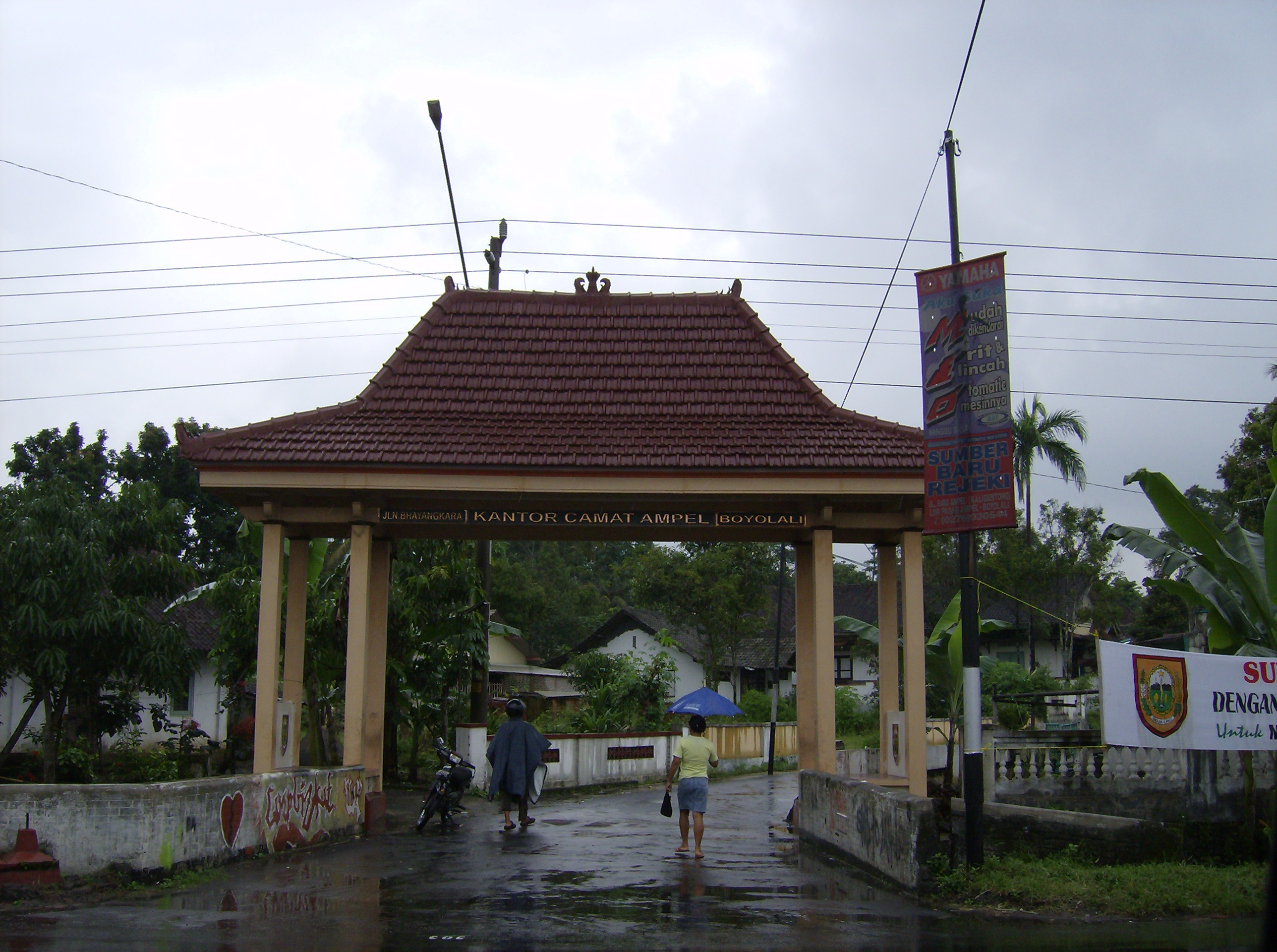
Die Verwaltung des Kecamatan Ampel (Kantor Camat)
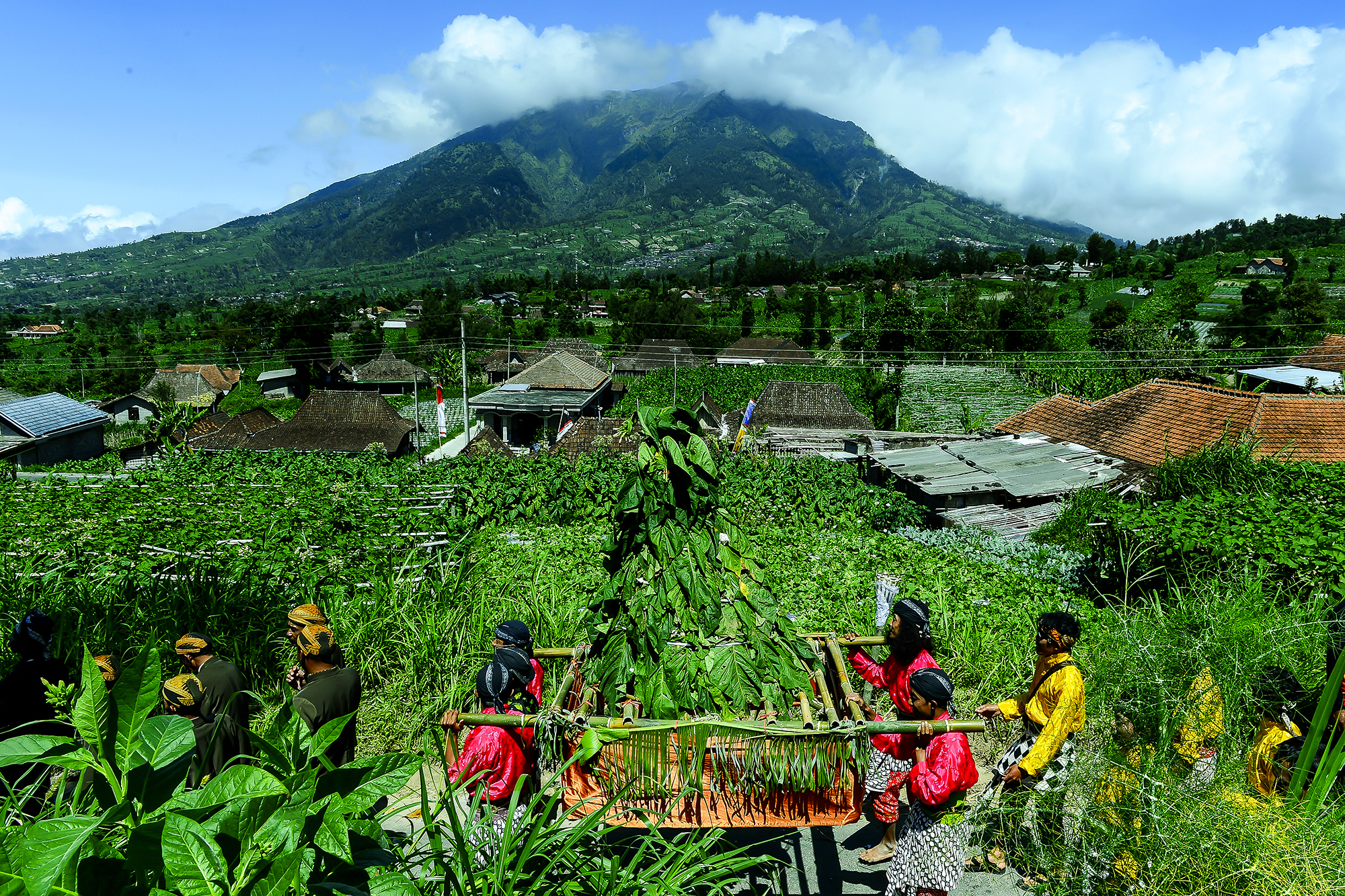
Tabakernte im Dorf Selo
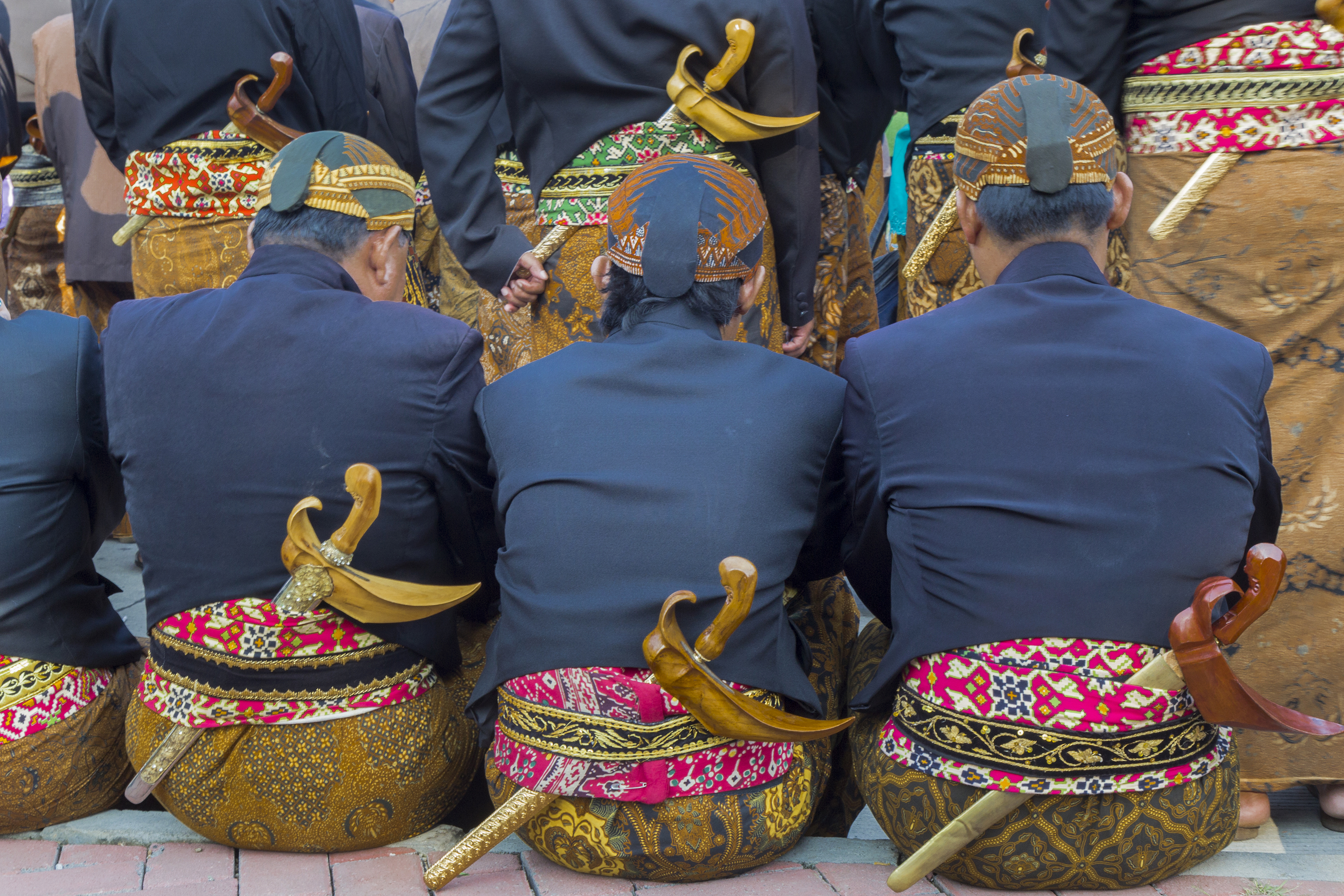
Zeremonienteilnehmer in traditioneller javanischer Kleidung